# Waterscouts

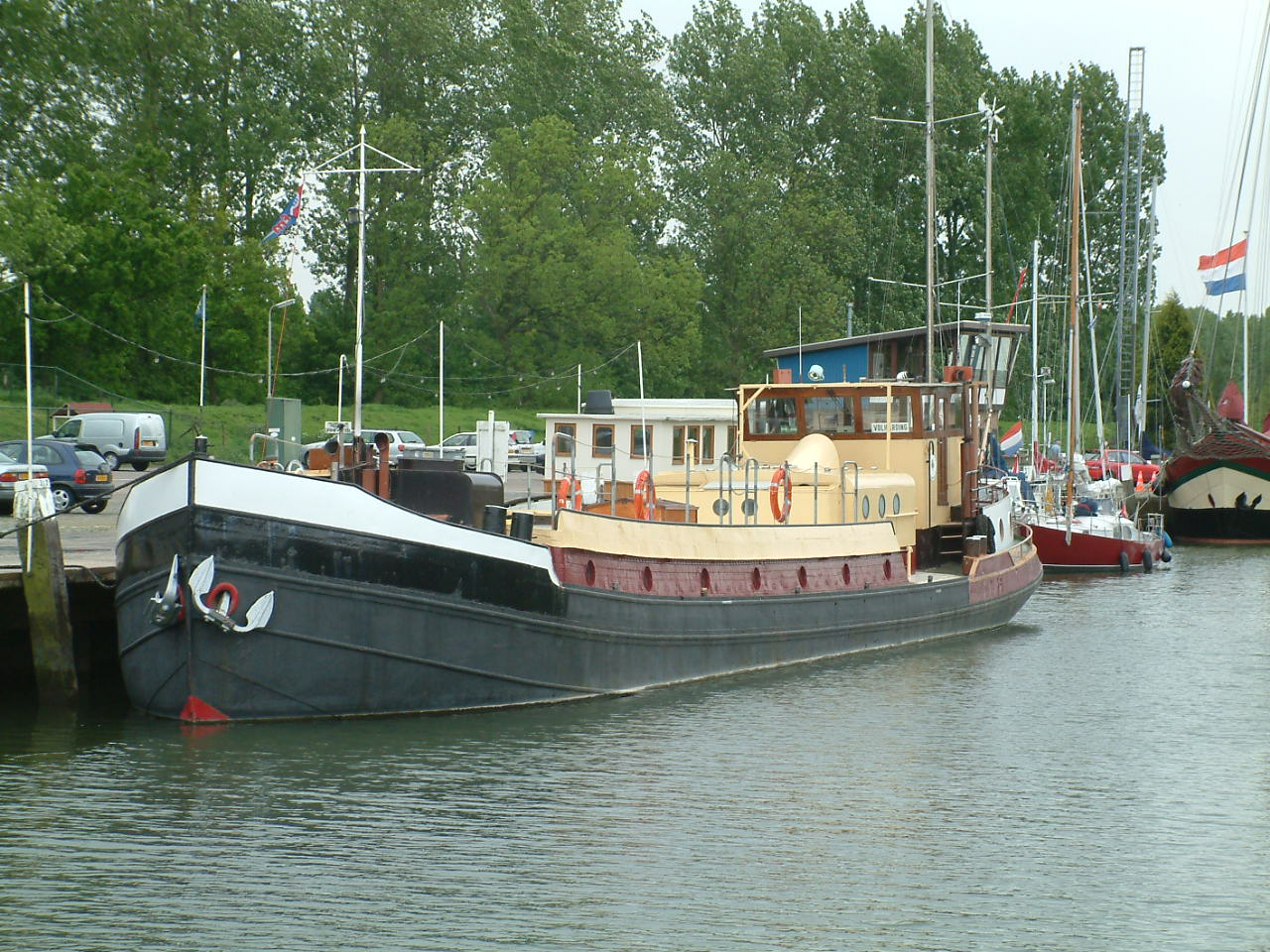
Een aantal groepen beschikt over een wachtschip. Dit is de Volharding van de Driestromengroep uit Numansdorp.

Waterscouts (vroeger ook wel zeeverkenners ) is de Nederlandse term voor een specialisatie binnen scouting. De basis hiervoor is de Nederlandse speltak scouts (11-15 jaar) waarbij de nadruk kan liggen op land, water, lucht of ruiters, respectievelijk scouts, waterscouts, luchtscouts of ruiterscouts. Waterscouts, jongens en meisjes van 11 tot 15 jaar, maken meestal deel uit van zelfstandige waterscoutinggroepen. Een kwart van de pakweg 1000 bij Scouting Nederland aangesloten verenigingen is op het water actief. Veel groepen hanteren nog de verouderde naam zeeverkenners. De Nederlandse overkoepelende vereniging Scouting Nederland gebruikt enkel de naam waterscouts. 
In Nederland zijn er anno 2025 ruim 15.000 waterscouts actief op locaal niveau, 13% van alle leden.
Het waterscouts-programma is hetzelfde als van alle andere scouts, maar de nadruk ligt bij het zeilen en aanverwante technieken. Waterscouts volgen het Nederlandse CWO-opleidingsprogramma dat ook door de meeste zeilscholen gebruikt wordt. Scouting heeft een landelijke zeilschool in Scoutcentrum Harderhaven..
In Nederland vaart men over het algemeen in de speciaal voor waterscouting ontwikkelde lelievletten. Dit zijn stalen roei-, wrik- en zeilvletten. Een gemiddelde vlet weegt iets meer dan 600 kilogram. Het is mogelijk om vletten als bouwpakket of als gereed geheel te kopen. De lelievlet is een standaard zeilklasse en is gebaseerd op een beenhakkerroeivlet met een 12 m2 sloepentuig (fok en gaffelzeil). Elke boot wordt baksgewijs gevaren, waarbij elke bak verantwoordelijk is voor het onderhoud, dat 's winters aan het schip wordt gedaan. Het plegen van het noodzakelijke onderhoud is een onderdeel van de vorming van de scouts.  

## Kampen
Om de vier jaar wordt het Nationale Waterkamp (Nawaka) van Scouting Nederland georganiseerd, waar groepen gezamenlijk een zomerkamp hebben (circa 4500 deelnemers). Daarnaast bestaan het een Noordelijk Waterkamp (NoWaKa), Zeeuws WaterKamp (ZeWaKa), in Midden-Nederland het Zuidwal Waterkamp (Zuwaka) en in Friesland EUSK. In België wordt om de 2 jaar de "Blauwe Wimpel" georganiseerd: dit is een vriendschappelijke wedstrijd tussen verschillende zeescoutsgroepen van FOS Open Scouting en Scouts en Gidsen Vlaanderen.